# Jupi
Jupi là một đô thị thuộc bang Pernambuco, Brasil. Đô thị này có diện tích 151,22 km², dân số năm 2007 là 13234 người, mật độ 87,51 người/km².